# Zinaïda Turčyna
Zinaïda Michajlivna Stolitenko, coniugata Turčyna (in ucraino Зінаїда Михайлівна Столитенко-Турчина?, in russo Зинаида Михайловна Сталитенко-Турчина?, Zinaida Michajlovna Stalitenko-Turčina; Kiev, 17 maggio 1946), è un'ex pallamanista e allenatrice di pallamano ucraina, fino al 1991 sovietica.

## Biografia
All'età di 16 anni, nel 1962, è entrata nello Spartak Kiev dove è rimasta fino a fine carriera. Allenata da Ihor Turčyn, divenuto poi suo futuro marito, da cui ha assunto il cognome e con cui ha avuto due figli, ha gareggiato per l'Unione Sovietica in tutti i principali tornei internazionali dal 1973 al 1988, ad eccezione delle Olimpiadi del 1984, vincendo tre medaglie olimpiche e cinque campionati mondiali. Dopo la morte del marito, avvenuta nel novembre 1993, è diventata allenatrice della squadra. Si è poi ritirata dall'attività di allenatrice nel 1996.
Nel 2000 è stata considerata la migliore giocatrice di pallamano del XX secolo. Dal 2002 vive col fidanzato Vladimir.

## Palmarès

### Nazionale

#### Giochi olimpici estivi
- Montréal 1976: oro.
- Mosca 1980: oro.
- Seul 1988: bronzo.

#### Campionati mondiali
- 1973: bronzo.
- 1975: argento.
- 1978: argento.
- 1982: oro.
- 1986: oro.